# Shaftesbury Abbey

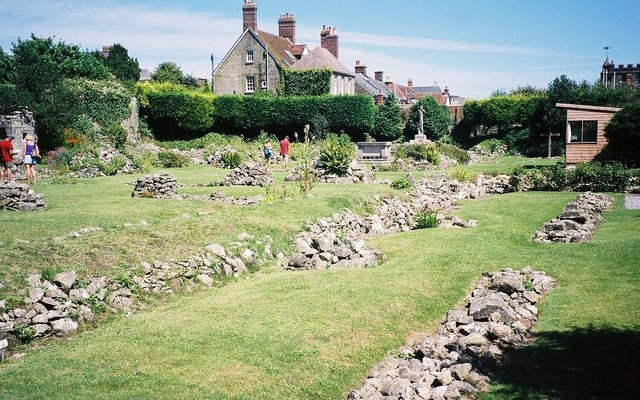
Ruinerna av Shaftesbury Abbey.

Shaftesbury Abbey var ett kloster för nunnor inom benediktinerorden i Shaftesbury i Dorset i England, verksamt från 888 till 1539. Det tillhörde de största och mest betydelsefulla nunneklostren i det medeltida England, och räknades vid tidpunkten för reformationen som det näst rikaste nunneklostret i England efter Syon Abbey. Det var känt som pilgrimsort, då det sedan år 981 hyste Edvard Martyrens grav. Dess abbedissa svor sedan 1340 in stadens borgmästare i ämbetet. 